# Станетинці (Церквеняк)
Станетинці (словен. Stanetinci) — поселення в общині Церквеняк, Подравський регіон‎, Словенія.